# Hogwartski duhovi
Ovaj članak govori o duhovima koji nastanjuju školu Hogwarts u romanima o Harryju Potteru spisateljice J. K. Rowling. Plačljiva Myrtla i Peeves, koji također "žive" u Hogwartsu imaju svoje članke. Profesor Binns, jedini duh profesor naveden je u popisu manje važnih profesora u Hogwartsu. Iako je u knjigama spomenuto mnogo duhova koji prebivaju u Hogwartsu, imenovani su samo sljedeći:

## Skoro Bezglavi Nick
Skoro Bezglavi Nick (umro 31. listopada 1492.) nadimak je gryffindorskog domskog duha (pravim imenom Sir Nicholas de Mimsy-Porpington) koji je bio osuđen na pogubljenje odsijecanjem glave, ali ni nakon 45 udaraca tupom sjekirom nije bio potpuno obezglavljen. Harry Potter se sprijateljio sa Sir Nicholasom kad je prisustvovao na njegovoj proslavi "smrtnog dana" (500. godišnjica njegove smrti) u jednoj od tamnica u Hogwartsu. Njegov je datum smrti temelj gotovo cijele kronologije datuma u romanima o Harryju Potteru.
Sir Nicholas ima veoma malu ulogu u Harryju Potteru i Kamenu mudraca gdje je samo predstavljen kao gryffindorski duh. Međutim, u drugoj knjizi, bio je žrtva baziliska kojeg je pod utjecajem Toma Riddlea oslobodila Ginny Weasley. Baziliskov bi pogled trebao biti smrtonosan za svakoga koji ga pogleda izravno u oči. Dok su (živi) učenici uvijek imali neku zapreku između svojih očiju i baziliska, te su stoga bili samo okamenjeni, Nick je baziliska pogledao ravno u oči. I on je bio okamenjen, a od smrti ga je spasila samo činjenica da je već mrtav.
Nick se ponovno pojavljuje u Harryju Potteru i Redu feniksa kada objašnjava Harryju prirodu smrti i što znači biti duh. Harry je u razgovoru s Nickom tražio utjehu, ali njegovo mu je objašnjenje uništilo svaku nadu da će moći razgovarati s nedavno preminulim Siriusom Blackom. Nick mu je objasnio da to neće biti moguće.
U filmskim ekranizacijama Harryja pottera i Kamen mudraca (2001.), Harryja Pottera i Odaje tajni (2002.) i Harryja Pottera i Reda feniksa Sir Nicholasa glumi John Cleese.

## Krvavi Barun
Krvavi Barun domski je duh Slytherina i jedan od duhova koji nastanjuju Hogwarts. On je jedina osoba osim Dumbledorea koja može kontolirati Peevesa zato što ga se Peeves, iz nekog nepoznatog razloga, neopisivo boji; obraća mu se s "Vaša krvavosti" i "Gospodine Barun".
Barun je prekriven srebrnastim mrljama od krvi koje potječu od Helene Ravenclaw (Sive Dame), kćeri Rowene Ravenclaw - jedne od osnivačica Hogwartsa. Barun je bio zaljubljen u Helenu, koja mu nije uzvraćala osjećaje, a kada je ukrala majčinu dijademu i pobjegla u Albaniju, majka je za njom poslala Baruna koji ju je i ubio. Zbog toga je prekriven krvlju i nosi lance za pokoru.
Za razliku od knjiga u kojima je prikazan kao veoma ozbiljan i zastrašujuć duh, u filmskoj adaptaciji Harryja Pottera i Kamena mudraca Krvavi je Barun prikazan kao veoma zabavan i opušten.

## Debeli Fratar
Debeli Fratar je domski duh Hufflepuffa. Dobra je osoba koja lako oprašta. Dok su učenici prvih razreda u Harryju Potteru i Kamenu mudraca čekali da se profesoricu McGonagall vrati iznad glava su im proletjeli duhovi koje je Debeli Fratar molio da dopuste Peevesu dolazak na gozbu dobrodošlice unatoč njegovim prijašnjim nedjelima.

## Siva Dama
Siva Dama je domski duh Ravenclawa.
Nema važnu ulogu u romanima pa se stoga i vrlo rijetko pojavljuje. Ona je vjerojatno duh kojeg su Harry i Ron vidjeli na putu do prostorije u kojoj se nalazilo zrcalo Erised u Harryju Potteru i Kamenu mudraca.
U Velikoj Britaniji postoje mnoge priče o duhovima u kojima se pojavljuje lik Sive Dame i moguće je da je J. K. Rowling upravo iz tih priča dobila inspiraciju za taj lik. Također, moguće je da je Siva Dama (Grey Lady) nazvana po lady Jane Grey za koju legenda tvrdi da kao duh nastanjuje Tower of London.
U sedmoj knjizi saznaje se da je pravo ime Sive Dame Helena Ravenclaw i da je kćer Rowene Ravenclaw. Helena je ukrala majčinu dijademu zbog koje ju je Krvavi Barun ubio.